# Marsova orbita
Mars ima orbitu s velikom poluosi od 1,524 astronomske jedinice (228 milijuna km) i ekscentričnosti od 0,0934. Planet prijeđe putanju oko Sunca za 687 dana i pritom prijeđe 9,55 AJ, prosječnom orbitalnom brzinom koja iznosi 24 km/s.
Ekscentričnost je veća od one na svakom drugom planetu, osim Merkura, i to uzrokuje veliku razliku između udaljenosti afelija i perihela - one su 1,6660 i 1,3814 AJ.

## Promjene u orbiti
Mars je usred dugotrajnog porasta ekscentričnosti. Dostigao je minimum od 0,079 prije otprilike 19 tisućljeća, a vrhunac će doseći oko 0,105 nakon otprilike 24 tisućljeća od sada (a s udaljenostima perihela tek 1,3621 astronomske jedinice). Orbita je ponekad skoro kružna: takva je bila prije 1,35 milijuna godina (ekscentričnost je bio 0,002), a u budućnosti će biti oko 0,01 za milijun godina. Maksimalna ekscentričnost između ta dva minimuma iznosi 0,12.

## Opozicije
Mars doseže opoziciju kada postoji razlika od 180° između njegovih geocentričnih duljina i Sunca. U vrijeme uoči ili nakon opozicije (u roku od 8½ dana) udaljenost Zemlja – Mars je mala tijekom tog 780-dnevnog sinodičkog razdoblja. Svaka opozicija ima neko značenje jer je Mars sa Zemlje vidljiv cijelu noć, visoko na nebu i potpuno osvijetljen, ali oni od posebnog interesa događaju se kada je Mars blizu perihela, jer je tada Mars također najbliži Zemlji. Jednu perihelsku opoziciju slijedi druga 15 ili 17 godina kasnije. Zapravo, svaku opoziciju slijedi slična opozicija 7 ili 8 sinodičkih razdoblja kasnije, a vrlo slična opozicija 37 sinodičkih razdoblja kasnije (79 godina) kasnije. U takozvanoj perihelskoj opoziciji Mars je najbliži Suncu, a posebno je blizak Zemlji: opozicije se kreću od oko 0,68 AJ kada je Mars blizu afela do samo oko 0,37 AJ kada je Mars blizu perihela.

## Bliski prilazi Zemlji
Mars se približava Zemlji više od bilo kojeg drugog planeta, osim Venere kada nam je najbliže - 56 naspram 40 milijuna km. Udaljenost se s godinama smanjivala, a 2003. minimalna udaljenost iznosila je 55,76 milijuna km, bliže od bilo kojeg takvog susreta u gotovo 60 000 godina (57617 pr. Kr.). Ovaj moderni rekord bit će srušen 2287. godine, a rekord prije 3000. godine postavljen je 2729. godine na 55,65. Nakon, 3818. godine, rekord će iznositi 55,44. Udaljenost će se nastaviti smanjivati oko 24 000 godina.

## Povijesni značaj
Do rada Johannesa Keplera (1571. – 1630.), njemačkog astronoma, vjerovalo se, ili se pretpostavljalo, da planeti putuju u kružnim orbitama oko Sunca. Kad je Kepler proučavao pažljiva promatranja danskog astronoma Tychoa Brahea na položaju Marsa na nebu mnogo noći, Kepler je shvatio da Marsova orbita ne može biti kružna. Nakon obavljenih analiza, Kepler je otkrio da je Marsova orbita ustvari elipsa, pri čemu Sunce zauzima jednu od dvije žarišne točke eliptične orbite. To je pak dovelo do Keplerovog otkrića da svi planeti kruže oko Sunca u eliptičnim putanjama, a Sunce je u jednoj od dviju žarišnih točaka. Ovo je postao prvi od tri Keplerova zakona planetarnog kretanja.

## Orbitalni parametri
U sljedećoj tablici Marsovih orbitalnih elemenata nije predstavljeno više od pet značajnih brojki. Do ove razine preciznosti, brojevi se vrlo dobro podudaraju s elementima VSOP87 i proračunima izvedenima iz njih, kao i 250-godišnjim najboljim prilagođavanjem i proračunima koristeći stvarne položaje Marsa tijekom vremena (E. Myles Standish).
| Udaljenosti i ekscentričnost  | (AJ)   | (milijun km) |
| ----------------------------- | ------ | ------------ |
| Velika poluos                 | 1,5237 | 227,9        |
| Perihel                       | 1.3814 | 206,7        |
| Afel                          | 1,6660 | 249.2        |
| Prosjek                       | 1.5303 | 228,9        |
| Opseg                         | 9.553  | 1429         |
| Najbliži prilaz Zemlji        | 0,3727 | 55,76        |
| Najdalja udaljenost od Zemlje | 2,675  | 400,2        |
| Ekscentričnost                | 0,0934 | 0,0934       |
| Kutovi                        | (°)    | (°)          |
| Nagib                         | 1,850  | 1,850        |
| Period                        | (dani) | (godine)     |
| Orbitalni                     | 687,0  | 1.881        |
| Sinodički                     | 779,9  | 2.135        |
| Brzina                        | (km/s) | (km/s)       |
| Prosječna                     | 24.1   | 24.1         |
| Maksimalna                    | 26.5   | 26.5         |
| Minimalna                     | 22,0   | 22,0         |